# Ökofimmel
Ökofimmel (Untertitel: „wie wir versuchen, die Welt zu retten, und was wir damit anrichten“) ist ein Sachbuch des deutschen Journalisten Alexander Neubacher. Es ist im Jahr 2012 in der Reihe Spiegel-Buch im Verlag deutsche Verlags-Anstalt erschienen.

## Inhalt
Neubacher, selbst erklärter Umweltschützer, kritisiert in dem Buch zahlreiche Maßnahmen, die dem Umweltschutz dienen sollen, in Wirklichkeit aber unsinnig oder sogar kontraproduktiv sind. Dabei zeigt er auch ideologische und auf das eigene Sozialprestige oder die Abwertung anderer zielende Motive scheinbarer Umweltschützer auf.
Er befasst sich unter anderem mit Wertstoffmüll, der von den Verbrauchern vorsortiert, dennoch in Müllverbrennungsanlagen landet, mit niedrigen Wasserständen in Kanalsystemen infolge von Wassersparern in Toilettenspülungen und Duschen, die zu Geruchsbelastung und Schäden an der Kanalisation und zu Befüllung derselben mit frischem Trinkwasser führen, den Umweltproblemen, die durch Bio-Sprit und durch die quecksilberhaltigen Energiesparlampen entstehen, der kontraproduktiven Wirkung des sogenannten Dosenpfands, das wegen des nun scheinbar umweltfreundlichen Pfandguts zu höheren Einwegquoten geführt hat, der Legende von angeblich zurückgehenden, tatsächlich aber stark angestiegenen Eisbärenpopulationen durch moderne Angstthemen wie den Klimawandel, oder in der Geschichte der Umweltbewegung früher mit „Angstlust“ besetzten Themen wie dem sogenannten Waldsterben.
Er beschreibt parareligiöse Phänomene in der Umweltaktivistenszene, in der apokalyptische und infernalische Zustände herbeigeredet werden, und eine aufgeheizte Stimmung, die zu Denunziationsmethoden mit neun- bis dreizehnjährigen „Kiez-Klimadetektiven“ geführt hat, die auf Wunsch der Berliner Grünen dazu ausgebildet werden sollen, „Umweltfrevler“ direkt an die Behörden zu melden.

## Rezeption
Bernhard Pötter schrieb in der taz, Neubachers Buch sei „erkennbar auf Krawall hin geschrieben“. Der Autor behandle „vielschichtige Öko-Probleme“ erstaunlich „selektiv und einseitig“ und erwähne „mit keinem Wort Hinweise, die zu seiner Meinung nicht passen“. taz-Autor Wolfgang Gast wertet es als „Highlight seiner Gattung“, bemängelt jedoch: „Die ein oder andere Kritik ist durchaus berechtigt, geht aber im Spottstrom baden“. Wolfgang Reuter bezeichnete das Buch im Handelsblatt als „Muss - für Ökoskeptiker wie auch für echte Ökologen“. Christiane Grefe von der Zeit äußerte sich kritisch zu Neubachers Buch. Sie wollte zwar nicht alle von dessen Thesen zurückweisen, warf Neubacher aber vor, zu viel unter den Tisch fallen zu lassen und mit unseriösen Quellen zu argumentieren.
Susanne Billig bemängelte in einer Rezension für Deutschlandradio Kultur, dass Neubacher „um der ironischen Effekte willen zu häufig die Realitäten“ verkürze, und konstatierte, dass „mehr Sachlichkeit“ dem Buch gutgetan hätte.